# An Englishman in New York
Pour la chanson de Sting, voir Englishman in New York.
Pour plus de détails, voir Fiche technique et Distribution.
An Englishman in New York est un film dramatique britannique réalisé par Richard Laxton sur le scénario de Brian Fillis basé sur les dernières années de l'écrivain homosexuel Quentin Crisp sur New York. Ceci est une suite d'un téléfilm L'Homme que je suis (The Naked Civil Servant) de Jack Gold en 1975 dans lequel John Hurt tient également le rôle de l'écrivain.

## Synopsis
Ce film raconte les dernières années new-yorkaise de l'écrivain Quentin Crisp dont John Hurt reprend le rôle trente plus tard depuis le téléfilm L'Homme que je suis (The Naked Civil Servant) de Jack Gold (1975).

## Fiche technique
- Réalisation : Richard Laxton
- Scénario : Brian Fillis
- Production : Amanda Jenks
- Musique : Paul Englishby
- Costume : Joey Attawia
- Photo : Yaron Orbach
- Montage : Peter Oliver et William Chetwynd
- Producteur : Amanda Jenks
- Format : Couleur
- Pays :  Royaume-Uni
- Langue : anglais
- Date de sortie :
  -  Royaume-Uni : 26 mars 2009 (Festival gay et lesbien de Londres)
  -  France : 21 novembre 2009 (Festival gay et lesbien de Paris)

## Distribution
- John Hurt : Quentin Crisp
- Denis O'Hare : Phillip Steele
- Cynthia Nixon : Penny Arcade
- Jonathan Tucker : Patrick Angus
- Swoosie Kurtz : Connie Clausen

## Commentaires
Le titre du film rappelle celui de la chanson Englishman in New York de Sting en 1987 (de l'album ...Nothing Like the Sun) qu'il avait écrite en hommage à Quentin Crisp. On aperçoit d'ailleurs ce dernier tout le long du clip An Englishman in New York de David Fincher.

## Distinctions

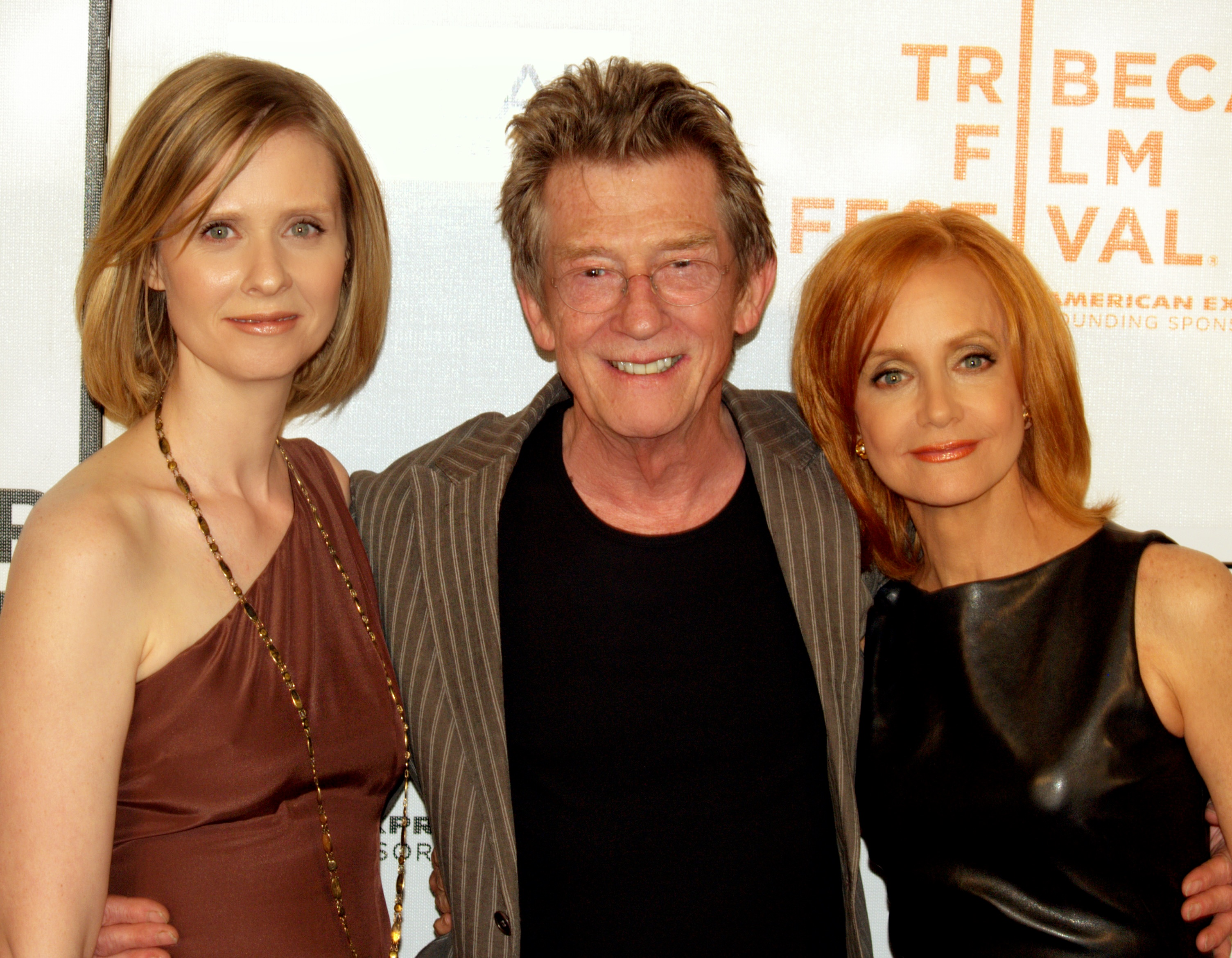
Cynthia Nixon, John Hurt et Swoosie Kurtz au festival du film de Tribeca en 2009.

John Hurt a été récompensé par l'Ours d'or pour la Meilleure Interprétation au festival du film de Berlin en février 2009.